# Jordan Malone
 Jordan Malone (* 20. April 1984) ist ein ehemaliger US-amerikanischer Shorttracker und Inline-Speedskater.

## Werdegang
Malone begann seine Karriere im Inline-Speedskating. Dabei gewann er im Jahr 2003 dreimal die Goldmedaille und jeweils einmal die Silber und Bronzemedaille. Im folgenden Jahr holte er bei den Inline-Speedskating-Weltmeisterschaften 2004 zweimal Gold und einmal Silber. Im Shorttrack-Weltcup debütierte er im Februar 2005 in Debrecen. Sein bestes Ergebnis dabei war der neunte Platz über 1500 m. Im selben Monat holte er in Spišská Nová Ves mit der Staffel seinen ersten Weltcupsieg. Bei den Shorttrack-Weltmeisterschaften 2005 in Peking und 2006 in Minneapolis gewann er jeweils die Bronzemedaille mit der Staffel. In der Saison 2006/07 kam er mit dem dritten Platz in Saguenay im Weltcupeinzel erstmals aufs Podest. Es folgte in Montreal ein zweiter Platz über 1000 m. In Heerenveen siegte er über 1000 und über 1500 m. Beim letzten Weltcup der Saison in Budapest wurde er jeweils über 1000 m und mit der Staffel Dritter und belegte zum Saisonende den neunten Platz im Gesamtweltcup über 1500 m. Beim Saisonhöhepunkt den Shorttrack-Weltmeisterschaften 2007 in Mailand holte er die Bronzemedaille mit der Staffel. In der folgenden Saison kam er beim Weltcup in Mailand über 1000 und über 1500 m jeweils auf den dritten und in Québec mit der Staffel auf den zweiten Platz und erreichte zum Saisonende den sechsten Platz im Gesamtweltcup über 1000 m und den fünften Platz im Gesamtweltcup über 1500 m. Bei den Shorttrack-Teamweltmeisterschaften 2008 in Harbin holte er die Goldmedaille. In der Saison 2008/09 belegte er im Weltcup in Sofia und in der Saison 2009/10 in Seoul den zweiten Platz über 1000 m. Bei den Shorttrack-Teamweltmeisterschaften 2009 in Heerenveen holte er Bronze und bei den Shorttrack-Weltmeisterschaften 2009 in Wien die Goldmedaille mit der Staffel. Im Februar 2010 gewann er bei den Olympischen Winterspielen 2010 in Vancouver die Bronzemedaille mit der Staffel. Zudem errang er den 29. Platz über 500 m. Im folgenden Monat holte er bei den Shorttrack-Weltmeisterschaften 2010 in Sofia die Silbermedaille mit der Staffel. In seiner letzten aktiven Saison 2013/14 gewann er bei den Olympischen Winterspielen 2014 in Sotschi die Silbermedaille mit der Staffel und kam über 500 m auf den 28. Platz.

## Weltcupsiege

### Weltcupsiege im Einzel
| Nr. | Datum           | Ort        | Disziplin |
| --- | --------------- | ---------- | --------- |
| 1.  | 4. Februar 2007 | Heerenveen | 1000 m    |
| 2.  | 4. Februar 2007 | Heerenveen | 1500 m    |

### Weltcupsiege mit der Staffel
| Nr. | Datum            | Ort                |
| --- | ---------------- | ------------------ |
| 1.  | 12. Februar 2005 | Spišská Nová Ves 1 |

## Persönliche Bestzeiten
- 500 m      41,161 s (aufgestellt am 4. Januar 2014 in Salt Lake City)
- 1000 m    1:25,364 min (aufgestellt am 10. November 2013 in Turin)
- 1500 m    2:18,596 min (aufgestellt am 21. Oktober 2011 in Salt Lake City)
- 3000 m    5:12,979 min (aufgestellt am 14. März 2009 in Heerenveen)